# Kraina namiętności
Kraina namiętności (hiszp. Tierra de Pasiones) – amerykańska telenowela z 2006 roku. Wyprodukowana przez wytwórnię Telemundo.
Telenowela była wyemitowana m.in.: w Stanach Zjednoczonych przez kanał Telemundo. Od 22 lipca 2010 roku była emitowana w Polsce na kanale Zone Romantica.

## Obsada
| Aktor               | Charakter                    | Kim jest? |
| ------------------- | ---------------------------- | --- |
| Gabriela Spanic     | Valeria San Román            | główna bohaterka, córka Chemy San Roman                                                                             |
| Saúl Lisazo         | Francisco Contreras          | główny bohater, ojciec Beto                                                                                         |
| Catherine Siachoque | Marcia Hernández             | kochanka Don Chemy, macocha Francisco, intrygantka, materialistka, manipulatorka, zła. Morderczyni (zabiła 3 osoby) |
| Héctor Suárez       | José Maria "Chema" San Román | ojciec Valerii, właściciel winiarni San Roman, zły                                                                  |
| Francisco Gattorno  | Pablo González               | pierwsza miłość Valerii, ojciec Belindy                                                                             |
| Elluz Peraza        | Laura Contreras              | pierwsza żona Francisca                                                                                             |
| Ariel López Padilla | Javier Ortigoza              | przyjaciel i wspólnik Francisca                                                                                     |
| Sergio Catalán      | Jorge San Román              | brat Valerii |
| Ricardo Chávez      | Miguel Valdez                | współpracownik Chemyi i jego wspólnik, zły                                                                          |
| Isabel Moreno       | Mariana "Nana" Sánchez       | służąca w domu Don Chemy                                                                                            |
| Liliana Rodríguez   | Lourdes "Lulu" Aguilar       | najlepsza przyjaciółka Valerii (zamordowana przez Marcie Hernández)                                                 |
| Carlos Mesber       | Gerardo Aguilar              | pracownik winiarni, brat Lulu, zły                                                                                  |
| Carolina Lizarazo   | Paula Hernández              | siostra Marcii, zła                                                                                                 |
| Raúl Izaguirre      | Carlos Domínguez             | mąż Zoraidy, ojciec Danieli i Alejandro                                                                             |
| Álvaro Ruiz         | Padre Amado                  | ulubiony ksiądz Marcii                                                                                              |
| Xavier Coronel      | Ismael Ojera                 | wujek Pabla |
| Alcira Gil          | Zoraida Beltrán de Domínguez | matka Danieli i Alejandro, kochanka Don Chemy                                                                       |
| Yamil Sesin         | Danilo Mendez #1             | pracownik w domu Francisca, przyjaciel Pablo, zakochany w Lulu                                                      |
| José Ramón Blanch   | Danilo Mendez #2             | pracownik w domu Francisca, przyjaciel Pablo, zakochany w Lulu                                                      |
| Géraldine Bazán     | Belinda San Román            | córka Valerii i Pablo, zakochana w Beto                                                                             |
| Arap Bethke         | Roberto "Beto" Contreras     | syn Francisco, zakochany w Belindzie                                                                                |
| Teresa Tuccio       | Gabriela "Gaby" López        | żona Javiera, przyjaciółka Valerii, siostra Mauro                                                                   |
| Jessica Cerezo      | Daniela "Dany" Domínguez     | zakochana w Mauro                                                                                                   |
| Carlos East         | Alejandro "Alex" Domínguez   | Gej brat Danieli, zakochany w Mauro                                                                                 |
| Eduardo Cuervo      | Mauricio "Mauro" López       | chłopak Danieli i jej brata Alejandro, brat Gabrieli                                                                |

Drugoplanowe role i wystąpienia specjalne
- Fred Valle .... Gustavo Contreras - ojciec Francisco, mąż Marcii
- Gladys Yañez (Guísela Moro) .... Pilar Aguilar - matka Lulu i Gerardo
- Iván Hernández ... Candido - mafioso, szantażował Beta
- Roxana Peña .... Patricia - nielegalna imigrantka, żona Ramiro
- Bernhard Seifert .... Ramiro - nielegalny imigrant, mąż Patricii
- Nancy Álvarez .... Yolanda - służąca Francisco, wspólniczka Marcii
- Enrique Arredondo .... Lucas - doktor, wspólnik Chemy
- Leonardo Kris .... Dr. Elías - adwokat, wspólnik Chemy
- Francheska Mattei .... Lupe - pracownik winiarni
- Jorge Hernández .... szef policji
- Julio Ocampo .... Andrés San Román - syn Valerii,  zakochany w Alejandro
- Clemencia Valásquez .... Dora Gálvez - babcia Lorny
- Eduardo Ibarrola .... Rómulo Gálvez - dziadek Lorny, dawny przyjaciel Chemy
- Kenya Hijuelos .... Lorna Gálvez - córka Jesusa, kochanka Chemy
- Renán Almendárez Coello .... Jesús ‘Chucho’ Gálvez - syn Romulo, ojciec Lorny
- Martha Mijares .... Olga - matka Danilo
- Ivelin Giro .... Bibiana ‘Viví’ Alfaro de Acevedo - żona Horacio, przyjaciółka Valerii
- Liliana Tapia .... Elvira Acevedo - pierwsza żona Chemy, matka Horacio
- Juan Carlos Gutiérrez .... Horacio Acevedo -  mąż Vivi, syn Chemy
- Bernie Paz .... Fernando Solís - kochanek Valerii
- German Barrios .... Agustín Arizmendi - wujek Fernanda, mąż Marcii
- Chela Arias .... Mercedes 'Meche' - matka Laury
- Juan David Ferrer .... Raúl - pracownik w domu Agustina, kochanek  Patricii
- Aby Raymond .... Mariela - terapeutkaLaury i jej przyjaciółka
- Luís Celeiro ....
- Sonia Noemí  .... Cecilia - prawdziwa matka Belindy
- Luís Felipe Bagos .... Cuco - wspólnik Chemy w więzieniu
- Rubén Darío Gamez .... oficer policji
- Jhonny Acero .... Inspector Medina - śledczy w sprawie Marcii
- Thomas Doval .... Inspector Pérez - śledczy w sprawie Marcii
- Luís Rivas
- Adriana Oliveros
- Joel Sotolongo ... David - przyjaciel Fernanda